# Andrea Peron (1971)
|  | No confondre amb el també ciclista italià Andrea Peron |

Andrea Peron (Varese, Llombardia, 14 d'agost de 1971) és un ciclista italià, ja retirat, que fou professional del 1993 al 2006.
Com a ciclista amateur va prendre part en els Jocs Olímpics de 1992, on va guanyar la medalla d'argent en la contrarellotge per equips, on formà equip amb Flavio Anastasia, Luca Colombo i Gianfranco Contri. Com a professional destaca el Campionat d'Itàlia en contrarellotge de 2001.

## Palmarès
- 1988
  -  Campió del món júnior en contrarellotge per equips (amb Alessandro Baciocchini, Gianfranco Contri i Gianluca Tarocco)
- 1989
  -  Campió del món júnior en contrarellotge per equips (amb Rossano Brasi, Davide Rebellin i Cristian Salvato)
- 1990
  - 1r a la Coppa Varignana
- 1991
  - Campió del món amateur de contrarellotge per equips (amb Flavio Anastasia, Luca Colombo i Gianfranco Contri)
- 1992
  -  Medalla d'argent als Jocs Olímpics de Barcelona en contrarellotge per equips
  - 1r al Piccolo Giro di Lombardia
  - 1r als Sis dies del Sole
  - 1r a la Copa Fiera di Mercatale
  - 1r a la Milà-Tortona
  - Vencedor d'una etapa a la Cursa de la Pau
- 1994
  - 1r al Hamilton Bank Classic
  - Vencedor d'una etapa al Tour DuPont
  - Vencedor d'una etapa a la Hofbräu Cup
- 1995
  - Vencedor d'una etapa al Tour DuPont
  - 1r a la Thrift Drug Classic
- 1996
  - 1r a la Volta a Castella i Lleó i vencedor d'una etapa
- 2001
  -  Campió d'Itàlia de contrarellotge
- 2003
  - 1r a la Florència-Pistoia
- 2005
  - 1r al Trofeu Ciutat de Borgomanero

### Resultats al Giro d'Itàlia
- 1999. 56è de la classificació general
- 2000. 74è de la classificació general
- 2001. 43è de la classificació general
- 2002. 73è de la classificació general
- 2005. 77è de la classificació general

### Resultats al Tour de França
- 1993. Abandona (11a etapa)
- 1994. 61è de la classificació general
- 1995. 44è de la classificació general
- 1997. 56è de la classificació general
- 1999. 10è de la classificació general
- 2002. 53è de la classificació general
- 2003. 54è de la classificació general
- 2004. 64è de la classificació general

### Resultats a la Volta a Espanya
- 1995. 79è de la classificació general
- 1996. 8è de la classificació general
- 2000. 58è de la classificació general
- 2005. 64è de la classificació general